# Eiji Gaya
Eiji Gaya (født 8. februar 1969) er en tidligere japansk fodboldspiller.
Han har spillet for flere forskellige klubber i sin karriere, herunder Kashima Antlers.